# Fuad Kut
Fuad Kut es un deportista kuwaití que compitió en halterofilia adaptada. Ganó una medalla de bronce en los Juegos Paralímpicos de Barcelona 1992 en la categoría de +90 kg.

## Palmarés internacional
| Juegos Paralímpicos | Juegos Paralímpicos | Juegos Paralímpicos | Juegos Paralímpicos |
| Año                 | Lugar               | Medalla             | Categoría           |
| ------------------- | ------------------- | ------------------- | ------------------- |
| 1992                | Barcelona (España)  | Medalla de bronce   | +90 kg              |